# Liste der griechischen Töpfer und Vasenmaler/Konkordanz
Aufgrund der Vernetzung der internationalen Forschung ist es sinnvoll, innerhalb der Liste der griechischen Töpfer und Vasenmaler eine Konkordanz zu den verschiedenen Sprachversionen der Künstlernamen zu haben. Die meisten Namen wurden aus dem englischen Sprachraum übernommen, so dass es zum Teil unterschiedliche Übersetzungen gibt. Zudem sind die hier aufgeführten Sprachen die wichtigsten Wissenschaftssprachen im Bereich der Klassischen Archäologie.
| Deutsch                                                                                 | Englisch                               | Französisch                              | Griechisch                | Italienisch                       |
| --------------------------------------------------------------------------------------- | -------------------------------------- | ---------------------------------------- | ------------------------- | --------------------------------- |
| A-Maler                                                                                 | A Painter                              | Peintre A                                |                           |                                   |
| A519-Maler                                                                              | A519 Painter                           | Peintre de A519                          |                           |                                   |
| Maler des Aachener Pferdekopfes                                                         | Aachen Horse-head Group                |                                          |                           |                                   |
| Acheloos-Maler                                                                          | Acheloos Painter                       | Peintre d'Achéloos                       |                           |                                   |
| Achilleus-Maler                                                                         | Achilles Painter                       |                                          |                           |                                   |
| Adolphseck-Maler                                                                        | Adolphseck Painter                     | Peintre d’Adolphseck                     |                           |                                   |
| Adler-Maler                                                                             | Eagle Painter                          | Peintre des Aigles                       |                           |                                   |
| Maler von Ägina F 48                                                                    | Painter of Aegina F-48                 |                                          |                           |                                   |
| Der Affecter                                                                            | The Affecter                           | Peintre Affecté                          |                           |                                   |
| Maler der Agora-Chairias-Schalen                                                        | Painter of the Agora Chairias cup      |                                          |                           |                                   |
| Alari-Gruppe                                                                            | Alari Group                            | Groupe d’Alari                           |                           |                                   |
| Amasis-Maler                                                                            | Amasis Painter                         | Peintre d’Amasis                         |                           | Pittore di Amasi                  |
| Amycos-Maler                                                                            | Amycus Painter                         | Peintre d’Amycos                         |                           |                                   |
| Anagyrus-Maler                                                                          | Anagyrus Painter                       |                                          |                           |                                   |
| Analatos-Maler                                                                          | Analatos Painter                       | Peintre d’Analatos                       |                           |                                   |
| Andokides-Maler                                                                         | Andokides Painter                      | Peintre d’Andokidès                      |                           |                                   |
| Antimenes-Maler                                                                         | Antimenes Painter                      | Peintre d’Antiménès                      |                           |                                   |
| Gruppe der Archetti intrecciati                                                         |                                        |                                          |                           | Gruppo degli Archetti intrecciati |
| Armidale-Maler                                                                          | Armidale Painter                       | Peintre d’Armidale                       |                           |                                   |
| Arpi-Maler                                                                              | Arpi Painter                           | Peintre d’Arpi                           |                           |                                   |
| Asteas                                                                                  | Asteas                                 | Astéas                                   |                           |                                   |
| Athena-Maler                                                                            | Athena Painter                         | Peintre d’Athéna                         |                           |                                   |
| Maler der Athenageburt, Maler der Geburt der Athena                                     | Painter of the Birth of Athena         | Peintre de la Naissance d’Athéna         |                           |                                   |
| Klasse von Athen 581                                                                    | Class of Athens 581                    | Classe d’Athènes 581                     |                           |                                   |
| Maler von Athen 581                                                                     | Painter of Athens 581                  | Peintre d’Athènes 581                    |                           |                                   |
| Werkstatt von Athen 897                                                                 | Workshop of Athens 897                 | Atelier d’Athènes 897                    |                           |                                   |
| Maler von Athen 1714                                                                    | Painter of Athens 1714                 | Peintre d’Athènes 1714                   |                           |                                   |
| Augen-Sirenen-Gruppe                                                                    | Eye-Siren Group                        |                                          |                           |                                   |
| Augenbrauen-Maler                                                                       | Eyebrow Painter                        |                                          |                           |                                   |
| Baltimore-Maler                                                                         | Baltimore Painter                      | Peintre de Baltimore                     |                           |                                   |
| Barclay-Maler                                                                           | Barclay Painter                        | Peintre de Barclay                       |                           |                                   |
| Bareiss-Maler                                                                           | Bareiss Painter                        | Peintre de Bareiss                       |                           |                                   |
| Bassano-Gruppe                                                                          | Bassano Group                          | Groupe de Bassano                        |                           |                                   |
| Beldam-Maler                                                                            | Beldam Painter                         | Peintre de Beldam                        |                           |                                   |
| Bendis-Maler                                                                            | Bendis Painter                         | Peintre de Bendis                        |                           |                                   |
| Gruppe von Berkeley 8/61                                                                | Group of Berkeley 8/61                 | Groupe de Berkeley 8/61                  |                           |                                   |
| Berliner Maler, Berlin-Maler                                                            | Berlin Painter                         | Peintre de Berlin                        |                           | Pittore di Berlino                |
| Maler von Berlin 1686                                                                   | Painter of Berlin 1686                 | Peintre de Berlin 1686                   |                           |                                   |
| Maler von Berlin A 34                                                                   | Painter of Berlin A 34                 | Peintre de Berlin A 34                   |                           |                                   |
| Maler der Berliner Tänzerin, Tänzerinnen-Maler, Malers des tanzenden Mädchens in Berlin | Berlin Dancing Girl Painter            |                                          |                           |                                   |
| Blumen-Maler                                                                            | Floral Painter                         |                                          |                           |                                   |
| BMN-Maler                                                                               | BMN Painter                            | Peintre du BMN                           |                           |                                   |
| Gruppe von Bologna 16                                                                   | Group of Bologna 16                    | Groupe de Bologne 16                     |                           |                                   |
| Maler von Bologna 417                                                                   | Painter of Bologna 417                 | Peintre de Bologne 417                   |                           |                                   |
| Maler von Bologna 441                                                                   | Painter of Boulogne 441                | Peintre de Boulogne 441                  |                           |                                   |
| Böotische Tänzer-Gruppe                                                                 | Boeotian Dancers Group                 | Groupe des Danseurs béotiens             |                           |                                   |
| Bosanquet-Maler                                                                         | Bosanquet Painter                      | Peintre de Bosanquet                     |                           |                                   |
| Bowdoin-Maler                                                                           | Bowdoin Painter                        | Peintre de Bowdoin                       |                           | Pittore di Bowdoin                |
| Branca-Maler                                                                            | Branca Painter                         | Peintre de Branca                        |                           |                                   |
| Briseis-Maler                                                                           | Briseis Painter                        | Peintre de Briséis                       |                           |                                   |
| Gruppe von British Museum F 63                                                          | Group of British Museum F 63           | Groupe du British Museum F 63            |                           |                                   |
| Brooklyn-Budapest-Maler                                                                 | Brooklyn-Budapest Painter              | Peintre de Brooklyn-Budapest             |                           |                                   |
| Maler von Brüssel R 330                                                                 | Painter of Brussels R 330              | Peintre de Bruxelles R 330               |                           |                                   |
| Brygos-Maler                                                                            | Brygos Painter                         | Peintre de Brygos                        |                           |                                   |
| Bucci-Maler                                                                             | Bucci Painter                          | Peintre de Bucci                         |                           |                                   |
| Burgon-Gruppe                                                                           | Burgon Group                           | Groupe de Burgon                         |                           |                                   |
| C-Gruppe                                                                                | C Painter                              | Peintre C                                |                           |                                   |
| Klasse von Cabinet des Médailles 218                                                    | Class of Cabinet des Médailles 218     | Classe du Cabinet des Médailles 218      |                           |                                   |
| Caivano-Maler                                                                           | Caivano Painter                        | Peintre de Caivano                       |                           |                                   |
| Maler von Cambridge 47                                                                  | Painter of Cambridge 47                | Peintre de Cambridge 47                  |                           |                                   |
| Klasse von Cambridge 49                                                                 | Class of Cambridge 49                  | Classe de Cambridge 49                   |                           |                                   |
| Capodimonte-Maler                                                                       | Capodimonte Painter                    | Peintre de Capodimonte                   |                           |                                   |
| Maler des Capuaner Silen                                                                | Capua Silen Painter                    |                                          |                           |                                   |
| Charmides-Maler                                                                         | Charmides Painter                      |                                          |                           |                                   |
| Chicago-Maler                                                                           | Chicago Painter                        | Peintre de Chicago                       |                           |                                   |
| Chiusi-Maler                                                                            | Chiusi Painter                         | Peintre de Chiusi                        |                           |                                   |
| Choephoren-Maler                                                                        | Choephoroi Painter                     | Peintre des Choéphores                   |                           |                                   |
| Choes-Gruppe                                                                            | Choes Group                            |                                          |                           |                                   |
| Coghill-Gruppe                                                                          | Coghill Group                          | Groupe de Coghill                        |                           |                                   |
| Colmar-Maler                                                                            | Colmar Painter                         | Peintre de Colmar                        |                           |                                   |
| Comacchio-Maler                                                                         | Comacchio Painter                      |                                          |                           |                                   |
| Damhirsch-Maler                                                                         | Fallow Deer Painter                    | Peintre du Daim                          |                           |                                   |
| Dareios-Maler                                                                           | Darius Painter                         | Peintre de Darius                        |                           |                                   |
| Deckel-Maler, Lid-Maler                                                                 | Lid Painter                            | Peintre du Couvercle                     |                           |                                   |
| Dijon-Maler                                                                             | Dijon Painter                          | Peintre de Dijon                         |                           |                                   |
| Dikaios-Maler                                                                           | Dikaios Painter                        | Peintre de Dikaios                       |                           |                                   |
| Dinos-Maler                                                                             | Dinos Painter                          | Peintre du Dinos                         |                           |                                   |
| Diosphos-Maler                                                                          | Diosphos Painter                       | Peintre de Diosphos                      |                           |                                   |
| Dipylon-Maler                                                                           | Dipylon Master                         | Maître du Dipylon                        |                           | Maestro del Dipylon               |
| Dokimasia-Maler                                                                         | Dokimasia Painter                      |                                          |                           |                                   |
| Dolon-Maler                                                                             | Dolon Painter                          | Peintre de Dolon                         |                           |                                   |
| Drei-Linien-Gruppe, Dreilinien-Gruppe                                                   | Three Line Group                       | Groupe des Trois Lignes                  |                           |                                   |
| Dreimädchen-Gruppe, Drei-Mädchen-Gruppe                                                 | Three Maidens Group                    |                                          |                           |                                   |
| Dreipunkt-Gruppe, Drei-Punkt-Gruppe                                                     | Three Dot Group, Three-dot Group       |                                          |                           |                                   |
| Dreistreifen-Gruppe, Drei-Streifen-Gruppe                                               | Three Stripe Group, Three-stripe Group |                                          |                           |                                   |
| Duris, Douris                                                                           | Douris                                 | Douris                                   |                           | Duride                            |
| Dutuit-Maler                                                                            | Dutuit Painter                         | Peintre de Dutuit                        |                           |                                   |
| Dwarf-Maler                                                                             | Dwarf Painter                          |                                          |                           |                                   |
| Gruppe E                                                                                | Group E                                | Groupe E                                 |                           |                                   |
| Gruppe des eckigen Rehes                                                                | Group of the Angular Roes              |                                          |                           |                                   |
| Edinburgh-Maler                                                                         | Edinburgh Painter                      | Peintre d’Édimbourg                      |                           | Pittore di Edimburgo              |
| Efeublatt-Maler                                                                         | Evy-Leaf Painter                       |                                          |                           |                                   |
| Elpinikos-Maler                                                                         | Elpinikos Painter                      | Peintre d’Elpinikos                      |                           |                                   |
| Empedokles-Maler                                                                        | Empedocles Painter                     | Peintre d’Empédocle                      |                           |                                   |
| Epeleios-Maler                                                                          | Epeleios Painter                       | Peintre d’Épéléios                       |                           |                                   |
| Epidromos-Maler                                                                         | Epidromos Painter                      | Peintre d’Épidromos                      |                           |                                   |
| Epiktetos                                                                               | Epiktetos                              | Épictète                                 |                           |                                   |
| Epilykos-Klasse                                                                         | Epilykos Class                         | Classe d’Épilykos                        |                           |                                   |
| Eretria-Maler                                                                           | Eretria Painter                        | Peintre d’Érétrie                        |                           | Pittore di Eretria                |
| Erste Umriss-Gruppe                                                                     | First Outline Group                    |                                          |                           |                                   |
| Erzgießerei-Maler                                                                       | Foundry Painter                        | Peintre de la Fonderie                   |                           |                                   |
| Euaion-Maler                                                                            | Euaion Painter                         | Peintre d’Euaion                         |                           |                                   |
| Eucharides-Maler                                                                        | Eucharides Painter                     | Peintre d’Eucharidès                     |                           |                                   |
| Euergides-Maler                                                                         | Euergides Painter                      | Peintre d’Euergidès                      |                           |                                   |
| Eumenides-Maler                                                                         | Eumenides Painter                      | Peintre des Euménides                    |                           |                                   |
| Euphiletos-Maler                                                                        | Euphiletos Painter                     | Peintre d’Euphilétos                     |                           |                                   |
| Euphronios                                                                              | Euphronios                             | Euphronios                               | Ευφρόνιος                 | Eufronio                          |
| Eupolis-Maler                                                                           | Eupolis Painter                        |                                          |                           |                                   |
| Euthymides                                                                              | Euthymides                             | Euthymidès                               |                           |                                   |
| Exekias                                                                                 | Exekias                                | Exékias                                  |                           | Exekias                           |
| Falmouth-Maler                                                                          | Falmouth Painter                       | Peintre de Falmouth                      |                           |                                   |
| Felton-Maler                                                                            | Felton Painter                         | Peintre de Felton                        |                           |                                   |
| Findling-Maler                                                                          | Foundling Painter                      |                                          |                           |                                   |
| Fleckfelsen-Gruppe                                                                      | Spotted Rock Group                     |                                          |                           |                                   |
| Florenz-Maler                                                                           | Florence Painter                       | Peintre de Florence                      |                           |                                   |
| Maler der Frankfurter Eichellekythos, Maler der Frankfurter Lekythos                    | Painter of the Frankfort Acorn         |                                          |                           |                                   |
| Frauen-Maler                                                                            | Woman Painter                          |                                          |                           |                                   |
| Frauenbad-Maler, Washing-Maler                                                          | Washing Painter                        |                                          |                           |                                   |
| Gruppe G                                                                                | G Group                                | Groupe G                                 |                           |                                   |
| Gefangenen-Maler                                                                        | Prisoner Painter                       |                                          |                           |                                   |
| Geister-Maler                                                                           | Wraith Painter                         |                                          |                           |                                   |
| Gela-Maler                                                                              | Gela Painter                           |                                          |                           | Pittore di Gela                   |
| Genfer Maler                                                                            | Geneva Painter                         | Peintre de Genève                        |                           |                                   |
| Geras-Maler                                                                             | Geras Painter                          | Peintre de Géras                         |                           |                                   |
| Gorgo-Maler                                                                             | Gorgon Painter                         | Peintre de la Gorgone                    |                           |                                   |
| Greifenvogel-Maler                                                                      | Griffin-Bird Painter                   |                                          |                           |                                   |
| Maler des großen Athener Kantharos                                                      | Painter of the Great Athens Kantharos  | Peintre du Grand Cratère d’Athènes       |                           |                                   |
| Hahn-Gruppe                                                                             | Cock Group                             | Groupe du Coq                            |                           | Gruppo del Gallo                  |
| Haimon-Maler                                                                            | Haimon Painter                         | Peintre d’Haimon/Peintre d’Hæmon         |                           | Pittore di Haimon                 |
| Hannover-Maler                                                                          | Hanover Painter                        |                                          |                           |                                   |
| Hasselmann-Maler                                                                        | Hasselmann Painter                     | Peintre de Hasselmann                    |                           |                                   |
| Heidelberg-Maler                                                                        | Heidelberg Painter                     | Peintre de Heidelberg                    |                           |                                   |
| Herakles-Maler                                                                          | Herakles Painter                       | Peintre d’Héraclès                       |                           |                                   |
| Hermonax                                                                                | Hermonax                               | Hermonax                                 |                           |                                   |
| Hesiod-Maler                                                                            | Hesiod Painter                         | Peintre d’Hésiode                        |                           |                                   |
| Hippacontist-Maler                                                                      | Hippacontist Painter                   | Hippacontist Painter                     |                           |                                   |
| Hippocamp-Maler                                                                         | Hippocamp Painter                      | Peintre de l’Hippocampe                  |                           |                                   |
| Hochzeits-Maler                                                                         | Wedding Painter                        | Paintre du Mariage                       |                           |                                   |
| Maler des Hochzeitszugs, Maler der Wedding Procession                                   | Painter of the Wedding Procession      | Peintre du Cortège Nuptial               |                           |                                   |
| Hoppin-Maler                                                                            | Hoppin Painter                         | Peintre de Hoppin                        |                           |                                   |
| Hoplite-Leaving-Home-Gruppe                                                             | Group of the Hoplite-Leaving-Home      | Classe de l’hoplite partant              |                           |                                   |
| Ikaros-Maler, Ikarus-Maler                                                              | Icarus Painter                         | Peintre d’Icare                          |                           |                                   |
| Iliupersis-Maler                                                                        | Ilioupersis Painter                    | Peintre de l’Ilioupersis                 |                           |                                   |
| Inschriften-Maler                                                                       | Inscription Painter                    | Peintre des Inscriptions                 |                           |                                   |
| Istanbul-Maler                                                                          | Istanbul Painter                       | Peintre d’Istanbul                       |                           |                                   |
| Ixion-Maler                                                                             | Ixion Painter                          | Peintre d’Ixion                          |                           |                                   |
| Jagd-Maler                                                                              | Hunt Painter                           | Peintre de la Chasse                     |                           |                                   |
| Jena-Maler, Jenaer Maler                                                                | Jena Painter                           |                                          |                           |                                   |
| Kadmos-Maler                                                                            | Kadmos Painter                         | Peintre de Cadmos                        |                           |                                   |
| Käfig-Maler                                                                             | Cage Painter                           | Peintre de la Cage                       |                           |                                   |
| Maler von Karlsruhe 66/140                                                              | Painter of Karlsruhe 66/140            | Peintre de Karlsruhe 66/140              |                           |                                   |
| Gruppe von Karlsruhe 66/140                                                             | Group of Karlsruhe 66/140              | Groupe de Karlsruhe 66/140               |                           |                                   |
| Karussell-Maler                                                                         | Carrousel Painter                      |                                          |                           |                                   |
| Kerameikos-Maler                                                                        | Cerameicus Painter                     | Peintre du Céramique                     |                           |                                   |
| Werkstatt von Kerameikos 3627                                                           | Workshop of Kerameikos 3627            | Atelier du Céramique 3627                |                           |                                   |
| Maler der Kitharaspielenden Sirene                                                      | Siren Citharist Painter                |                                          |                           |                                   |
| Kleitias, Klitias                                                                       | Kleitias, Cleitias, Klitias, Clitias   | Clitias, Klitias                         |                           |                                   |
| Kleomelos-Maler                                                                         | Kleomelos Painter                      | Peintre de Kléomélos                     |                           |                                   |
| Kleophon-Maler                                                                          | Kleophon Painter                       | Peintre de Kléophon                      |                           |                                   |
| Kleophrades-Maler                                                                       | Kleophrades Painter                    | Peintre de Kléophradès                   |                           |                                   |
| Klinik-Maler                                                                            | Clinic Painter                         | Peintre de la Clinique                   |                           |                                   |
| Klügmann-Maler                                                                          | Klügmann Painter                       | Peintre de Klügmann                      |                           |                                   |
| Kodros-Maler                                                                            | Codrus Painter, Kodros Painter         | Peintre de Codros                        |                           |                                   |
| Komaris-Maler                                                                           | Komaris Painter                        | Peintre de Comaris                       |                           |                                   |
| Gruppe von Kopenhagen 114                                                               | Group of Copenhagen 114                | Groupe de Copenhague 114                 |                           |                                   |
| Maler von Kopenhagen 4223                                                               | Painter of Copenhague 4223             | Peintre de Copenhague 4223               |                           |                                   |
| Maler der Korinthischen Hasenjagd                                                       | Painter of Corinth Hare-Hunt           |                                          |                           |                                   |
| Kraipale-Maler                                                                          | Kraipale Painter                       | Peintre de Kraipalè                      |                           |                                   |
| Kreusa-Maler, Creusa-Maler                                                              | Creusa Painter                         | Peintre de Créüse                        |                           |                                   |
| Werkstatt der krummen Swastikas                                                         | Workshop of the Hooked Swastikas       |                                          |                           |                                   |
| Kuß-Maler, Kuss-Maler                                                                   | Kiss Painter                           | Peintre du Baiser                        |                           |                                   |
| KX-Maler                                                                                | KX Painter                             | Peintre KX                               |                           |                                   |
| KY-Maler                                                                                | KY Painter                             | Peintre KY                               |                           |                                   |
| Kyklopen-Maler                                                                          | Cyclops Painter                        |                                          |                           |                                   |
| Lampas-Gruppe                                                                           | Lampas Group                           | Groupe de la Lampas                      |                           |                                   |
| Gruppe des langen Überfalls                                                             | Group of the Long Overfalls            |                                          |                           |                                   |
| Maler des langen Überfalls                                                              | Long Overfalls Painter                 |                                          |                           |                                   |
| Laodameia-Maler                                                                         | Laodameia Painter                      | Peintre de Laodamie                      |                           |                                   |
| Läufer-Maler                                                                            | Running Man Painter                    |                                          |                           |                                   |
| Leagros-Gruppe                                                                          | Leagros Group                          | Groupe de Léagros                        |                           |                                   |
| Gruppe der Leipziger Amphora                                                            | Group of the Leipzig Amphora           | Groupe de l’Amphore de Leipzig           |                           |                                   |
| Leningrad-Maler                                                                         | Leningrad Painter                      | Peintre de Léningrad                     |                           |                                   |
| Gruppe der Lentiner Hydrien                                                             | Lentini Hydrai Group                   |                                          |                           |                                   |
| Lentini-Manfria-Gruppe                                                                  | Lentini-Manfria Group                  | Groupe de Lentini-Manfria                |                           |                                   |
| Gruppe der Liebeswerbungs-Schalen                                                       | Group of Courtin Cups                  |                                          |                           |                                   |
| Liverpool-Gruppe                                                                        | Liverpool Group                        | Groupe de Liverpool                      |                           |                                   |
| Loebbecke-Maler                                                                         | Loebbecke Painter                      | Peintre de Loebbecke                     |                           |                                   |
| Maler von London 680                                                                    | Painter of London 620                  | Peintre de Londres 620                   |                           |                                   |
| Gruppe von London B 174                                                                 | Group of London B 174                  | Groupe de Londres B 174                  |                           |                                   |
| Maler von London B 213                                                                  | Painter of London B 213                | Peintre de Londres B 213                 |                           |                                   |
| Gruppe von London B 632                                                                 | Group of London B 632                  | Groupe de Londres B 632                  |                           |                                   |
| Maler von London D 12                                                                   | Painter of London D 12                 | Peintre de Londres D 12                  |                           |                                   |
| Maler von London E 80                                                                   | Painter of London E 80                 | Peintre de Londres E 80                  |                           |                                   |
| Louvre-Maler                                                                            | Louvre Painter                         | Peintre du Louvre                        |                           |                                   |
| Maler der Louvre-Kentauromachie                                                         | Painter of the Louvre Centauromachy    | Peintre de la Centauromachie du Louvre   |                           |                                   |
| Maler des Louvre-Symposions                                                             | Painter of the Louvre Symposium        | Peintre du Symposium du Louvre           |                           |                                   |
| Gruppe von Louvre CA 928                                                                | Group of Louvre CA 928                 | Groupe du Louvre CA 928                  |                           |                                   |
| Maler von Louvre F 6                                                                    | Painter of Louvre F 6                  | Peintre du Louvre F 6                    |                           |                                   |
| Maler von Louvre F 51                                                                   | Painter of Louvre F 51                 | Peintre du Louvre F 51                   |                           |                                   |
| Maler von Louvre F 117                                                                  | Painter of Louvre F 117                | Peintre du Louvre F 117                  |                           |                                   |
| Maler von Louvre F 118                                                                  | Painter of Louvre F 118                | Peintre du Louvre F 118                  |                           |                                   |
| Maler von Louvre F 161                                                                  | Painter of Louvre F 161                | Peintre du Louvre F 161                  |                           |                                   |
| Gruppe von Louvre F 125                                                                 | Group of Louvre F 125                  | Groupe du Louvre F 125                   |                           |                                   |
| Gruppe von Louvre F 166                                                                 | Group of Louvre F 166                  | Groupe du Louvre F 166                   |                           |                                   |
| Gruppe von Louvre G 99                                                                  | Group of Louvre G 99                   | Groupe du Louvre G 99                    |                           |                                   |
| Klasse von Louvre H 62                                                                  | Class of Louvre H 62                   | Classe du Louvre H 62                    |                           |                                   |
| Maler von Louvre K 240                                                                  | Painter of Louvre K 240                | Peintre de Louvre K 240                  |                           |                                   |
| Maler von Louvre K 428                                                                  | Painter of Louvre K 428                | Peintre du Louvre K 428                  |                           |                                   |
| Maler von Louvre K 491                                                                  | Painter of Louvre K 491                | Peintre du Louvre K 491                  |                           |                                   |
| Maler von Louvre MNB 626                                                                | Painter of Louvre MNB 626              | Peintre du Louvre MNB 626                |                           |                                   |
| Maler des Louvre-Opfers                                                                 | Painter of the Louvre Sacrifice        | Peintre du Sacrifice du Louvre           |                           |                                   |
| Lucera-Maler                                                                            | Lucera Painter                         | Peintre de Lucera                        |                           |                                   |
| Lydos                                                                                   | Lydos                                  | Lydos                                    | Λυδός                     |                                   |
| Lykaon-Maler                                                                            | Lykaon Painter                         | Peintre de Lycaon                        |                           |                                   |
| Lykurgos-Maler                                                                          | Lycurgus Painter                       | Peintre de Lycurgue                      |                           |                                   |
| Lysippides-Maler                                                                        | Lysippides Painter                     | Peintre d’Lysippidès                     |                           |                                   |
| Madrid-Maler                                                                            | Madrid Painter                         | Peintre de Madrid                        |                           |                                   |
| Maler des Madrider Brunnens                                                             | Painter of the Madrid Fountain         | Peintre de la Fontaine de Madrid         |                           |                                   |
| Gruppe des Mailänder Orpheus                                                            | Milan Orpheus Group                    |                                          |                           |                                   |
| Makron                                                                                  | Macron                                 | Macron                                   |                           | Makron                            |
| Mannheimer Maler                                                                        | Mannheim Painter                       | Peintre de Mannheim                      |                           |                                   |
| Marlay-Maler                                                                            | Marlay Painter                         | Peintre de Marlay                        |                           |                                   |
| Mastos-Maler                                                                            | Mastos Painter                         | Peintre du Mastos                        |                           |                                   |
| Meidias-Maler                                                                           | Meidias Painter                        | Peintre de Meidias                       |                           | Pittore di Meidias                |
| Meleager-Maler                                                                          | Meleager Painter                       | Peintre de Méléagre                      |                           |                                   |
| Menelaus-Maler                                                                          | Menelaus Painter                       | Peintre de Ménélas                       |                           |                                   |
| Mesogaia-Maler                                                                          | Mesogaia Painter                       | Peintre de Mésogaia                      |                           |                                   |
| Mound-Maler                                                                             | Mound Painter                          | Peintre de Mound                         |                           |                                   |
| Maler von München 1379                                                                  | Painter of Munich 1379                 | Peintre de Munich 1379                   |                           |                                   |
| Maler von München 1410                                                                  | Painter of Munich 1410                 | Peintre de Munich 1410                   |                           |                                   |
| Maler von München 2100                                                                  | Painter of Munich 2100                 | Peintre de Munich 2100                   |                           |                                   |
| Maler der Münchner Atalante                                                             | Painter of Munich Atalante             | Peintre de l’Atalante de Munich          |                           |                                   |
| Myson                                                                                   | Myson                                  | Myson                                    |                           |                                   |
| N-Maler, Maler N                                                                        | N Painter                              | Peintre N                                |                           |                                   |
| Naukratis-Maler                                                                         | Naucratis Painter                      | Peintre de Naucratis                     |                           |                                   |
| Nazzano-Maler                                                                           | Nazzano Painter                        | Peintre de Nazzano                       |                           |                                   |
| Neapel-Maler                                                                            | Naples Painter                         | Peintre de Naples                        |                           |                                   |
| Gruppe der Neger-Alabastra                                                              | Group of the Negro Alabastra           | Groupe de l’Alabastre au Nègre           |                           |                                   |
| Negro-Gruppe                                                                            | Negro Group                            | Negro Groupe                             |                           |                                   |
| Nessos-Maler                                                                            | Nessos Painter                         | Peintre de Nessos                        |                           |                                   |
| Nikon-Maler                                                                             | Nikon Painter                          |                                          |                           | Pittore del Nikon kalòs           |
| Nikosthenes                                                                             | Nikosthenes                            | Nicosthénès                              |                           |                                   |
| Nikosthenes-Maler                                                                       | Nikosthenes Painter                    | Peintre de Nicosthénès                   |                           |                                   |
| Nikoxenos-Maler                                                                         | Nikoxenos Painter                      | Peintre de Nikoxénos                     |                           |                                   |
| Ninion                                                                                  | Ninion                                 | Ninion                                   |                           |                                   |
| Niobiden-Maler                                                                          | Niobid Painter                         | Peintre des Niobides                     |                           |                                   |
| Obstgarten-Maler, Orchard-Maler                                                         | Orchard Painter                        |                                          |                           |                                   |
| Oinanthe-Maler                                                                          | Oinanthe Painter                       | Peintre d’Oinanthè                       |                           |                                   |
| Maler der Oinochoe von Brüssel                                                          | Painter of the Brussels Oinochoes      | Peintre des Œnochoés de Bruxelles        |                           |                                   |
| Oionokles-Maler                                                                         | Oionokles Painter                      | Peintre d’Oionoclès                      |                           |                                   |
| Oltos                                                                                   | Oltos                                  | Oltos                                    |                           |                                   |
| Onesimos                                                                                | Onesimos                               | Onésimos                                 |                           |                                   |
| Oreithyia-Maler                                                                         | Oreithyia Painter                      | Peintre d’Orithye                        |                           |                                   |
| Orestes-Maler                                                                           | Orestes Painter                        | Peintre d’Oreste                         |                           |                                   |
| Orientalischer Panther-Maler                                                            | Oriental Panther Painter               |                                          |                           |                                   |
| Orpheus-Maler                                                                           | Orpheus Painter                        | Peintre d’Orphée                         |                           |                                   |
| Klasse der Oxforder Sirenen-Kanne                                                       | Class of Oxford Siren-Jug              | Classe de l’Œnochoé d’Oxford à la Sirène |                           |                                   |
| Palermo-Maler                                                                           | Palermo Painter                        | Peintre de Palerme                       |                           | Pittore di Palermo                |
| Maler der Pariser Gigantomachie                                                         | Painter of the Paris Gigantomachy      | Peintre de la Gigantomachie de Paris     |                           |                                   |
| Pan-Maler                                                                               | Pan Painter                            | Peintre de Pan                           |                           |                                   |
| Paseas                                                                                  | Paseas                                 | Paséas                                   |                           |                                   |
| Pasiades                                                                                | Pasiades                               | Pasiadès                                 |                           |                                   |
| Paris-Maler                                                                             | Paris Painter                          | Peintre de Pâris                         |                           |                                   |
| Maler der Pariser Gigantomachie                                                         | Painter of the Paris Gigantomachy      | Peintre de la Gigantomachie de Paris     |                           |                                   |
| Maler des Parisurteils                                                                  | Judgment Painter                       |                                          |                           |                                   |
| Pasithea-Maler                                                                          | Pasithea Painter                       | Peintre de Pasithéa                      |                           |                                   |
| Pedieus-Maler                                                                           | Pedieus Painter                        | Peintre de Pédieus                       |                           |                                   |
| Peithinos                                                                               | Peithinos                              |                                          |                           |                                   |
| Penelope-Maler                                                                          | Penelope Painter                       | Peintre de Pénélope                      |                           |                                   |
| Penthesilea-Maler                                                                       | Penthesilea Painter                    | Peintre de Penthésilée                   | Ζωγράφος της Πενθεσίλειας |                                   |
| Perachora-Maler                                                                         | Perachora Painter                      |                                          |                           |                                   |
| Perseus-Maler                                                                           | Perseus Painter                        | Peintre de Persée                        |                           |                                   |
| Pferd-Vogel-Gruppe                                                                      | Horse-Bird-Group                       |                                          |                           |                                   |
| Phiale-Maler                                                                            | Phiale Painter                         | Peintre de la Phiale                     |                           |                                   |
| Gruppe der Phineus-Schale                                                               | Phineus Cup Group                      | Groupe de la Coupe de Phinée             |                           |                                   |
| Phintias                                                                                | Phintias                               | Phintias                                 |                           |                                   |
| Maler der Phlyaken-Helena                                                               | Phlyax Helen Painter                   |                                          |                           |                                   |
| Phrixos-Gruppe                                                                          | Phrixos Group                          | Groupe de Phrixos                        |                           |                                   |
| Pioniergruppe                                                                           | Pioneer Group                          | Groupe Pionier                           |                           |                                   |
| Pisticci-Maler                                                                          | Pisticci Painter                       | Peintre de Pisticci                      |                           | Pittore di Pisticci               |
| Pistoxenos-Maler                                                                        | Pistoxenos Painter                     | Peintre de Pistoxénos                    |                           |                                   |
| Plattfisch-Maler                                                                        | Flatfish Painter                       | Peintre du Flatfish                      |                           |                                   |
| Pointed Nose Painter                                                                    | Pointed Nose Painter                   | Peintre du Nez Pointu                    |                           |                                   |
| Policoro-Maler                                                                          | Policoro Painter                       | Peintre de Policoro                      |                           |                                   |
| Polion                                                                                  | Polion                                 | Polion                                   |                           |                                   |
| Polos-Maler                                                                             | Polos Painter                          | Peintre de Polos                         |                           |                                   |
| Polygnotos                                                                              | Polygnotos                             | Polygnote                                |                           |                                   |
| Polygnot-Gruppe                                                                         | Group of Polygnotos                    | Groupe de Polygnote                      |                           |                                   |
| Polyphem-Maler                                                                          | Polyphemos Painter                     |                                          |                           |                                   |
| Polyphemus-Gruppe                                                                       | Polyphemus Group                       | Groupe de l’Amphore de Polyphème         |                           |                                   |
| Pothos-Maler                                                                            | Pothos Painter                         | Peintre de Pothos                        |                           |                                   |
| Pourtalès-Maler                                                                         | Pourtalès Painter                      | Peintre de Pourtalès                     |                           |                                   |
| Primato-Maler                                                                           | Primato Painter                        | Peintre du Primato                       |                           |                                   |
| Princeton-Maler                                                                         | Princeton Painter                      | Peintre de Princeton                     |                           |                                   |
| Prometheus-Maler                                                                        | Prometheus Painter                     | Peintre de Prométhée                     |                           |                                   |
| Providence-Maler                                                                        | Providence Painter                     | Peintre de Providence                    |                           | Pittore di Providence             |
| Psiax                                                                                   | Psiax                                  | Psiax                                    |                           |                                   |
| Punkt-Band-Klasse                                                                       | Dot-Band Class                         | Classe à bande à points                  |                           |                                   |
| Python                                                                                  | Python                                 | Python                                   |                           |                                   |
| Quadrat-Maler                                                                           | Quadrate Painter                       | Peintre de Quadrate                      |                           |                                   |
| R-Gruppe                                                                                | R Group                                | Groupe R                                 |                           |                                   |
| Rauten-Gruppe                                                                           | Romboid Group                          |                                          |                           |                                   |
| Ready-Maler                                                                             | Ready Painter                          | Peintre de Ready                         |                           |                                   |
| Schachbrett-Maler                                                                       | Chequer Painter                        |                                          |                           |                                   |
| Schilf-Maler                                                                            | Reed-Painter                           | Peintre des Roseaux                      |                           |                                   |
| Reiter-Maler                                                                            | Rider Painter                          | Peintre des Cavaliers                    |                           |                                   |
| Gruppe von Rhodes 11941                                                                 | Group of Rhodes 11941                  | Groupe de Rhodes 11941                   |                           |                                   |
| Gruppe der riesigen Lekythen; Gruppe der Huge Lekythoi                                  | Group of the Huge Lekythoi             |                                          |                           |                                   |
| Rote-Linie-Maler, Red-Line-Maler                                                        | Red-Line Painter                       | Peintre de la Ligne Rouge                |                           |                                   |
| Gruppe der roten Schwäne, Red-Swan-Gruppe                                               | Red Swan Group                         |                                          |                           |                                   |
| Sabouroff-Klasse                                                                        | Sabouroff Class                        | Classe de Sabouroff                      |                           |                                   |
| Sabouroff-Maler                                                                         | Sabouroff Painter                      | Peintre de Sabouroff                     |                           |                                   |
| Salting-Maler                                                                           | Salting Painter                        | Peintre de Salting                       |                           |                                   |
| Sappho-Maler                                                                            | Sappho Painter                         | Peintre de Sappho                        |                           |                                   |
| Schaukel-Maler                                                                          | Swing Painter                          | Peintre de la Balançoire                 |                           |                                   |
| Schweine-Maler                                                                          | Pig Painter                            | Peintre du Porc                          |                           |                                   |
| Schuwalow-Maler                                                                         | Shuvalov Painter                       | Peintre de Shuvalov                      |                           |                                   |
| Maler des schwarzen Thyrsos, Maler des black Thyrsos Painter of the black Thyrsos       |                                        |                                          |                           |                                   |
| Schwarzhals-Klasse                                                                      | Blackneck Class                        |                                          |                           |                                   |
| Silenus-Maler                                                                           | Silenus Painter                        | Peintre du Silène                        |                           |                                   |
| Sirenen-Maler                                                                           | Siren Painter                          | Peintre de la Sirène                     |                           |                                   |
| Skythes                                                                                 | Skythes                                | Skythès                                  |                           |                                   |
| Sisyphos-Maler                                                                          | Sisyphus Painter                       | Peintre de Sisyphe                       |                           |                                   |
| Maler der sitzenden Nike                                                                | Seated Nike Painter                    | Peintre de la Niké assise                |                           |                                   |
| Smikros                                                                                 | Smikros                                | Smikros                                  |                           |                                   |
| Sophilos                                                                                | Sophilos                               | Sophilos                                 |                           |                                   |
| Sosias-Maler                                                                            | Sosias Painter                         | Peintre de Sosias                        |                           |                                   |
| Sotades-Maler                                                                           | Sotades Painter                        | Peintre de Sotadès                       |                           |                                   |
| Splanchnoptes-Maler                                                                     | Splanchnopt Painter                    |                                          |                           |                                   |
| Maler des Ständers von Macinagrossa                                                     | Macinagrossa Stand Painter             |                                          |                           |                                   |
| Maler von Stockholm 1999                                                                | Painter of Stockholm 1999              | Peintre de Stockholm 1999                |                           |                                   |
| Stupsnasen-Maler                                                                        | Snub-Nose Painter                      |                                          |                           |                                   |
| Suckling-Maler                                                                          | Suckling Painter                       |                                          |                           |                                   |
| Suessula-Maler                                                                          | Suessula Painter                       | Peintre de Suessula                      |                           |                                   |
| Syleus-Maler                                                                            | Syleus Painter                         | Peintre de Sylée                         |                           |                                   |
| Syriskos-Maler                                                                          | Syriskos Painter                       | Peintre de Syriskos                      |                           |                                   |
| Tagesanbruch-Maler                                                                      | Daybreak Painter                       |                                          |                           |                                   |
| Taleides-Maler                                                                          | Taleides Painter                       | Peintre de Taléidès                      |                           |                                   |
| Tänien-Gruppe                                                                           | Fillet Group                           |                                          |                           |                                   |
| Tanzende-Schlangen-Maler, Maler der tanzenden Schlangen                                 | Dancing Snake Painter                  |                                          |                           |                                   |
| Tarquinia-Maler                                                                         | Tarquinia Painter                      | Peintre de Tarquinia                     |                           |                                   |
| Tarrytown-Gruppe                                                                        | Tarrytown Group                        | Groupe de Tarrytown                      |                           |                                   |
| Thanatos-Maler                                                                          | Thanatos Painter                       | Peintre de Thanatos                      |                           |                                   |
| Timiades-Maler                                                                          | Timiades Painter                       | Peintre de Timiadès                      |                           |                                   |
| Tithonos-Maler                                                                          | Tithonos Painter                       | Peintre de Tithon                        |                           |                                   |
| Gruppe von Toronto                                                                      | Group of Toronto                       | Groupe de Toronto                        |                           |                                   |
| Torr-Maler                                                                              | Torr Painter                           |                                          |                           |                                   |
| Towry-Whyte-Maler                                                                       | Towry Whyte Painter                    | Peintre de Towry Whyte                   |                           |                                   |
| Triptolemos-Maler                                                                       | Triptolemos Painter                    | Peintre de Triptolème                    |                           |                                   |
| Troilos-Maler                                                                           | Troilos Painter                        | Peintre de Troïlos                       |                           |                                   |
| Trophäen-Maler                                                                          | Trophy Painter                         |                                          |                           |                                   |
| Tymbos-Maler                                                                            | Tymbos Painter                         | Peintre de Tymbos                        |                           |                                   |
| Tyrrhenische Gruppe                                                                     | Tyrrhenian Group                       | Groupe Tyrrhénien                        |                           |                                   |
| Tyszkiewicz-Maler                                                                       | Tyszkiewicz Painter                    | Peintre de Tyszkiewicz                   |                           |                                   |
| Unterwelt-Maler                                                                         | Underworld Painter                     | Peintre des Enfers                       |                           |                                   |
| Varrese-Maler                                                                           | Varrese Painter                        | Peintre de Varrese                       |                           |                                   |
| Maler von Vatican 309                                                                   | Painter of Vatican 309                 | Peintre du Vatican 309                   |                           |                                   |
| Klasse von Vatican G 47                                                                 | Class of Vatican G 47                  | Classe du Vatican G 47                   |                           |                                   |
| Maler von Vatican G 31                                                                  | Painter of Vatican G 31                | Peintre du Vatican G 31                  |                           |                                   |
| Verdelis-Maler                                                                          | Verdelis Painter                       |                                          |                           |                                   |
| Maler der verdrehten Augen, Retorted-Maler                                              | Retorted Painter                       |                                          |                           |                                   |
| Villa Giulia-Maler                                                                      | Villa Giulia Painter                   | Peintre de la Villa Giulia               |                           |                                   |
| Vogel- und Zickzack-Maler                                                               | Bird and Zigzag Painter                | Peintre de l’Oiseau et du Zigzag         |                           |                                   |
| Vogelfriesmaler                                                                         | Bird-Frieze Painter                    |                                          |                           |                                   |
| Vogelfutter-Gruppe                                                                      | Birdseed Group                         |                                          |                           |                                   |
| Vogelfutter-Maler                                                                       | Birdseed Painter                       |                                          |                           |                                   |
| Vogelfutter-Werkstatt                                                                   | Birdseed Workshop                      |                                          |                           |                                   |
| Vulture-Maler                                                                           | Vulture Painter                        | Peintre des Vautours                     |                           |                                   |
| Weinranken-Gruppe (Apulien)                                                             | Grape-Vine Group                       |                                          |                           |                                   |
| Weinranken-Gruppe (Böotien)                                                             | Vine Tendril Group                     |                                          |                           |                                   |
| Maler der weißen Hauben, White Sakkos-Maler                                             | White Sakkos Painter                   |                                          |                           |                                   |
| Weißgesicht-Maler                                                                       | Whiteface Painter                      |                                          |                           |                                   |
| Weißvogel-Gruppe                                                                        | White Bird Group                       |                                          |                           |                                   |
| White Sakkos-Gruppe                                                                     | White Sakkos Group                     |                                          |                           |                                   |
| Wind-Gruppe                                                                             | Wind Group                             |                                          |                           |                                   |
| Winkel-Gruppe                                                                           | Chevron Group                          |                                          |                           |                                   |
| Witt-Maler                                                                              | Witt Painter                           | Peintre de Witt                          |                           |                                   |
| Maler der wolligen Satyrn, Maler der Wooly Satyrs, Maler der zottigen Silene            | Painter of the Woolly Satyrs           | Peintre des Satyres Laineux              |                           |                                   |
| Worst Painter                                                                           | Worst Painter                          | Worst Painter                            |                           |                                   |
| Gruppe von Würzburg 179                                                                 | Group of Würzburg 179                  | Groupe de Wurtzbourg 179                 |                           |                                   |
| Gruppe von Würzburg 199                                                                 | Group of Würzburg 199                  | Groupe de Wurtzbourg 199                 |                           |                                   |
| Maler der Oinochoe von Yale, Maler der Yale Oinochoe                                    | Painter of the Yale Oinochoe           | Peintre de l’Œnochoé de Yale             |                           |                                   |
| Zannoni-Maler                                                                           | Zannoni Painter                        | Peintre de Zannoni                       |                           |                                   |
| Zweite Umriss-Gruppe                                                                    | Second Outline Group                   |                                          |                           |                                   |
| Zwerg-Maler, Dwarf-Maler                                                                | Dwarf Painter                          |                                          |                           |                                   |
| Zwischen-Gruppe                                                                         | Intermediate Group                     |                                          |                           |                                   |